# Alue Canang
Alue Canang is een bestuurslaag in het regentschap Aceh Timur van de provincie Atjeh, Indonesië. Alue Canang telt 1211 inwoners (volkstelling 2010).